# 墨志清
墨志清（1917年9月—1996年2月），曾用名云林宝，内蒙古土默特左旗善岱乡双号村人。包头市市长、包头市政协主席。

## 生平
归绥土默特高等小学校读书。1933年考入北平蒙藏学校。1937年8月回到归绥。1940年和一批蒙古族青年从善岱乡出发，到中共绥西地委所在的抗日游击根据地，经长途跋涉于1941年5月到达延安。入陕北公学民族部学习，不久随民族部编入新成立的延安民族学院。1942年夏加入中国共产党。1942年10月随高克林调入中共塞北区工委社会部工作。
中华人民共和国成立后，任内蒙古团委组织部部长、包头市副市长、1957年7月政协包头市第二届委员会第一次会议上当选为市政协副主席。1962年5月政协包头市第四届委员会第一次会议当选为市政协主席。1978年11月恢复工作，任包头市革委会主任（1978.12—1982.07）、包头市政协主席。1980年1月任包头市委副书记、包头市市长、包头市人大常委会副主任。1984年离职休养，副省级医疗待遇。1984年至1989年任中共内蒙古自治区顾问委员会常委。